# Anne Girouard
Pour les articles homonymes, voir Girouard.
Anne Girouard, née le 18 mars 1976 à La Garenne-Colombes, est une comédienne française. Elle est notamment connue pour avoir joué la reine Guenièvre dans la série Kaamelott.

## Biographie
Anne Girouard est née le 18 mars 1976 à La Garenne-Colombes[réf. nécessaire].
Elle passe un baccalauréat littéraire, puis une licence de philosophie. Elle commence des études de théâtre, au conservatoire de Versailles, à l'École supérieure d'art dramatique de Paris et enfin à l’École nationale supérieure des arts et techniques du théâtre (ENSATT) à Lyon.
Elle commence par jouer au théâtre dans Les Deux Timides ou L'éveil du Printemps. Elle joue régulièrement avec la metteuse en scène Anne-Laure Liégeois (Macbeth de William Shakespeare, Édouard II de Christopher Marlowe, Dom Juan de Molière, La Duchesse de Malfi de John Webster, L'Augmentation de Georges Perec, Débrayage de Rémi De Vos, Le Marché de Jacques Jouet…). Elle travaille également avec Brigitte Jaques-Wajeman et Nathalie Grauwin, Pierre Bénézit, Paul Golub, Philippe Faure, Vincent Debost et Arlette Téphany.
Son premier film est le Démon de Midi en 2005, puis elle tourne en 2007 dans le film L'Auberge rouge, fait une apparition dans Enfin veuve en 2008 ainsi que dans Bis en 2015.
À la télévision, elle interprète la reine Guenièvre dans la série Kaamelott d'Alexandre Astier de 2004 à 2009 et elle joue dans le feuilleton Marie Besnard, l'empoisonneuse. Elle interprète également Juliette Libérati, la sœur de Vincent Libérati (joué par Vincent Elbaz), dans la série No Limit, diffusée en 2012. Elle fait des apparitions dans d'autres films et séries populaires, comme Alex Hugo et Candice Renoir[réf. nécessaire].
En 2021, elle reprend le rôle de la reine Guenièvre dans le film Kaamelott : Premier Volet d’Alexandre Astier,,.
Elle interprète le double rôle de la narratrice et du gardien de prison Frosch (rôle parlé) dans l'opérette Die Fledermaus (la Chauve-souris) à l'Opéra de Rennes en mai 2021, représentation sans public du fait des restrictions COVID, mais retransmise à la télévision régionale et sur grand écran. La production est reprise en janvier et février 2024, avec public cette fois, pour une tournée sur les opéras de Rennes, de Nantes et d'Angers.
Elle est divorcée et a deux enfants.

## Filmographie

### Cinéma

#### Longs métrages
- 2005 : Le Démon de midi de Marie Pascale Osterrieth : la boulangère
- 2007 : L'Auberge rouge de Gerard Krawczyk : Marie-Odile de Marcillac
- 2008 : Bouquet Final de Michel Delgado : Natacha
- 2008 : La Journée de la jupe de Jean-Paul Lilienfeld : Cécile
- 2008 : Enfin veuve d'Isabelle Mergault : la patiente pâtissière
- 2009 : Maternelle de Philippe Blasband : la mère
- 2010 : Crime d'amour d'Alain Corneau : la vendeuse de couteaux
- 2011 : Au bistro du coin de Charles Nemes : Véronique Van Herzel
- 2013 : Hôtel Normandy de Charles Nemes : Pénélope Choissy
- 2014 : La Liste de mes envies de Didier Le Pêcheur : l'hôtesse de l'EDJ
- 2015 : Bis de Dominique Farrugia : la mère d'Eric
- 2016 : Tout schuss de Stéphan Archinard et François Prévôt-Leygonie : Sylvie, l'institutrice qui encadre le séjour à la montagne
- 2017 : 7 jours pas plus d'Hector Cabello Reyes : Marie-Thé
- 2019 : Chamboultout d'Éric Lavaine : Odile
- 2019 : Quand on crie au loup de Marilou Berry : Mme Martin
- 2020 : Papi Sitter de Philippe Guillard : Karine
- 2021 : Kaamelott : Premier Volet d’Alexandre Astier : Guenièvre[4],[5]
- 2025 : Kaamelott : Deuxième volet partie 1 d’Alexandre Astier : Guenièvre

#### Courts métrages
- 2007 : L'Île rouge de Julien Despaux
- 2008 : Contre nature de Julien Despaux : Caroline
- 2008 : Un peu de respect de Daniel Casagrande
- 2008 : Fin de journée de Daniel Casagrande[11]
- 2012 : La promotion de Manu Joucla : Florence Pottier
- 2019 : Cancer, sans dec! d'Émilie Marsollat[12]
- 2022 : Horizon réussite de Théophile Gibaud : la mère de Peter Petered

### Télévision

#### Séries télévisées
- 2004-2009 : Kaamelott : Reine Guenièvre
- 2011 : La Grève des femmes de Stéphane Kappes : Cécile
- 2012-2015 : No Limit : Juliette Libérati
- 2016 : Profilage : Violaine Leduc
- 2017 : Cassandre : Sylvie Chalmont (saison 2, épisode 1 : Retour de flamme)
- 2017 : Juste un regard : Capitaine Valert
- 2017 : Nina : Carole Garcin
- 2018 : Alex Hugo : Catherine Verny (saison 4, épisode 3 : Celle qui pardonne)
- 2018 : Ben : Anne
- 2019 : Candice Renoir : Agathe Clavel (saison 7, épisode 7 : Souvent femme varie...)
- 2020 : Léo Mattéï : Louise Roman (saison 8, épisode 3 : Une erreur de jeunesse)
- 2021 : L'Art du crime : Christelle Scotto (saison 4, épisode 1 : Le testament de Van Gogh)
- 2021 : Balthazar : Marianne Peretti (saison 4, épisode 4 : Nature morte)
- 2021-2022 : La Faute à Rousseau : Charlotte, la proviseure
- 2024 : Extra. de Jonathan Hazan et Matthieu Bernard : Catherine Blondin

#### Téléfilms
- 2005 : Un amour à taire de Christian Faure : Léopoldine
- 2006 : Marie Besnard, l'empoisonneuse de Christian Faure : Henriette, la postière
- 2014 : La Loi de Christian Faure : Myriam
- 2021 : 100 % bio de Fabien Onteniente : Marie-Pierre
- 2022 : Tout le monde ment d'Hélène Angel : Isabelle[13]
- 2023 : Flair de famille - Rouge sang de Didier Bivel : Shirley
- 2023 : Le Secret de la grotte de Christelle Raynal : Elise Perrot
- 2024 : Père Noël à domicile de Manu Joucla : Emilie
- 2024 : Meurtres à Tournai de Gary Seghers : Jeanne Capart
- 2025 : Meurtres à Concarneau d'Adeline Darraux : Alice Quemeneur

## Doublage

### Séries d'animation
- 2020 : De Gaulle à la plage : Yvonne[14],[15]

## Théâtre et opéra
- 2000 : L'Éveil du printemps de Frank Wedekind, mise en scène Anne Girouard et Raphaëlle Huou[14]
- 2001 : Un chapeau de paille d'Italie d’Eugène Labiche, mise en scène Arlette Téphany[14]
- 2001 : Monsieur de Pourceaugnac de Molière, mise en scène Jean Lacornerie[14]
- 2001 : La Bonne Âme du Se-Tchouan de Bertolt Brecht, mise en scène Brigitte Jaques-Wajeman[14]
- 2001 : Le Théâtre ambulant Chopalovitch de Lioubomir Simovitch, mise en scène Richard Brunel[14]
- 2001 : Preparadise Sorry Now de Rainer Fassbinder, mise en scène Christian von Treskow[14]
- 2002-2004 : La Surprise de l'amour de Marivaux, mise en scène Pierre Lambert[14]
- 2004 : Embouteillages - Commande d'écriture à 30 auteurs, mise en scène Anne-Laure Liégeois[16]
- 2004 : Naîves hirondelles de Roland Dubillard, mise en scène Vincent Debost[14]
- 2004-2005 : Le Jeu de l'amour et du hasard de Marivaux, mise en scène Philippe Faure[14]
- 2005 : Dom Juan de Molière, mise en scène Anne-Laure Liégeois[14]
- 2005-2006 : CA, mise en scène Anne-Laure Liégeois[17]
- 2007-2012 : L'Augmentation de Georges Perec, mise en scène Anne-Laure Liégeois[18]
- 2008 : Edouard II de Christopher Marlowe, mise en scène Anne-Laure Liégeois[19]
- 2009 : Tartuffe de Molière, mise en scène Brigitte Jacques-Wajeman[20]
- 2009-2012 : Débrayage de Rémi De Vos, mise en scène Anne-Laure Liégeois[21]
- 2011 : La duchesse de Malfi de John Webster, mise en scène Anne-Laure Liégeois[22]
- 2013-2014 : Le Bourgeon de Georges Feydeau, mise en scène Nathalie Grauwin[14]
- 2014 : Macbeth de William Shakespeare, mise en scène Anne-Laure Liégeois[23]
- 2014 : Peuçot, écriture et mise en scène Collectif Les Loups[14]
- 2015 : Mesdames de la Halle de Offenbach, mise en scène Jean Lacornerie[24]
- 2016 : Neva de Guillermo Calderón (en), mise en scène Paul Golub[25]
- 2016 : Dans les bras de Courteline (4 pièces de Georges Courteline), mise en scène Nathalie Grauwin[26]
- 2017 : L'arlésienne, mise en scène Sébastien Davis[27]
- 2018 : Penser qu'on ne pense à rien, c'est déjà penser à quelque chose de Pierre Bénézit[28]
- 2019 : Heureusement qu'on ne meurt pas d'amour, mise en scène Sébastien Davis[29],[30]
- 2020 : Entreprise, mise en scène Anne-Laure Liégeois[31]
- 2021 : Fuir le Fléau, mise en scène Anne-Laure Liégeois[32]
- 2021 : La chauve-souris de Johann Strauss II, mise en scène Jean Lacornerie[2], Opéra de Rennes : narratrice et Frosch
- 2023 : Journal d'absence , écriture et mise en scène Nathalie Grauwin[33]
- 2025 : On purge bébé de Georges Feydeau, mise en scène Karelle Prugnaud, Le Liberté - Scène nationale et tournée